# Erick Portillo
Erick Portillo (* 5. Oktober 2000) ist ein mexikanischer Leichtathlet, der sich auf den Hochsprung spezialisiert hat.

## Sportliche Laufbahn
Erste internationale Erfahrungen sammelte Erick Portillo im Jahr 2017, als er bei den U18-Weltmeisterschaften in Nairobi mit übersprungenen 2,02 m den achten Platz im Hochsprung belegte. 2019 gewann er bei den U23-NACAC-Meisterschaften in Santiago de Querétaro mit 2,22 m die Bronzemedaille hinter den US-Amerikanern Keenon Laine und Earnest Sears. Kurz darauf siegte er mit einer Höhe von 2,18 m bei den U20-Panamerikameisterschaften in San José. 2021 siegte er mit 2,21 m bei den erstmals ausgetragenen Panamerikanischen Juniorenspielen in Cali und 2023 belegte er bei den Zentralamerika- und Karibikspielen in San Salvador mit 2,22 m den fünften Platz. Anschließend schied er bei den Weltmeisterschaften in Budapest mit 2,18 m in der Qualifikationsrunde aus und gelangte dann bei den Panamerikanischen Spielen in Santiago de Chile mit 2,18 m auf Rang acht. Im Jahr darauf verpasste er bei den Olympischen Sommerspielen in Paris mit 2,20 m den Finaleinzug. 2025 wurde er bei den World University Games in Bochum mit 2,20 m Vierter.
In den Jahren 2019, 2023 und 2024 wurde Portillo mexikanischer Meister im Hochsprung.